# Poltimore
Poltimore – wieś i civil parish w Anglii, w Devon, w dystrykcie East Devon. W 2011 civil parish liczyła 297 mieszkańców. Poltimore jest wspomniana w Domesday Book (1086) jako Pontimore/Pontimora/Pultimore/Pultimora.